# Elstergebirge

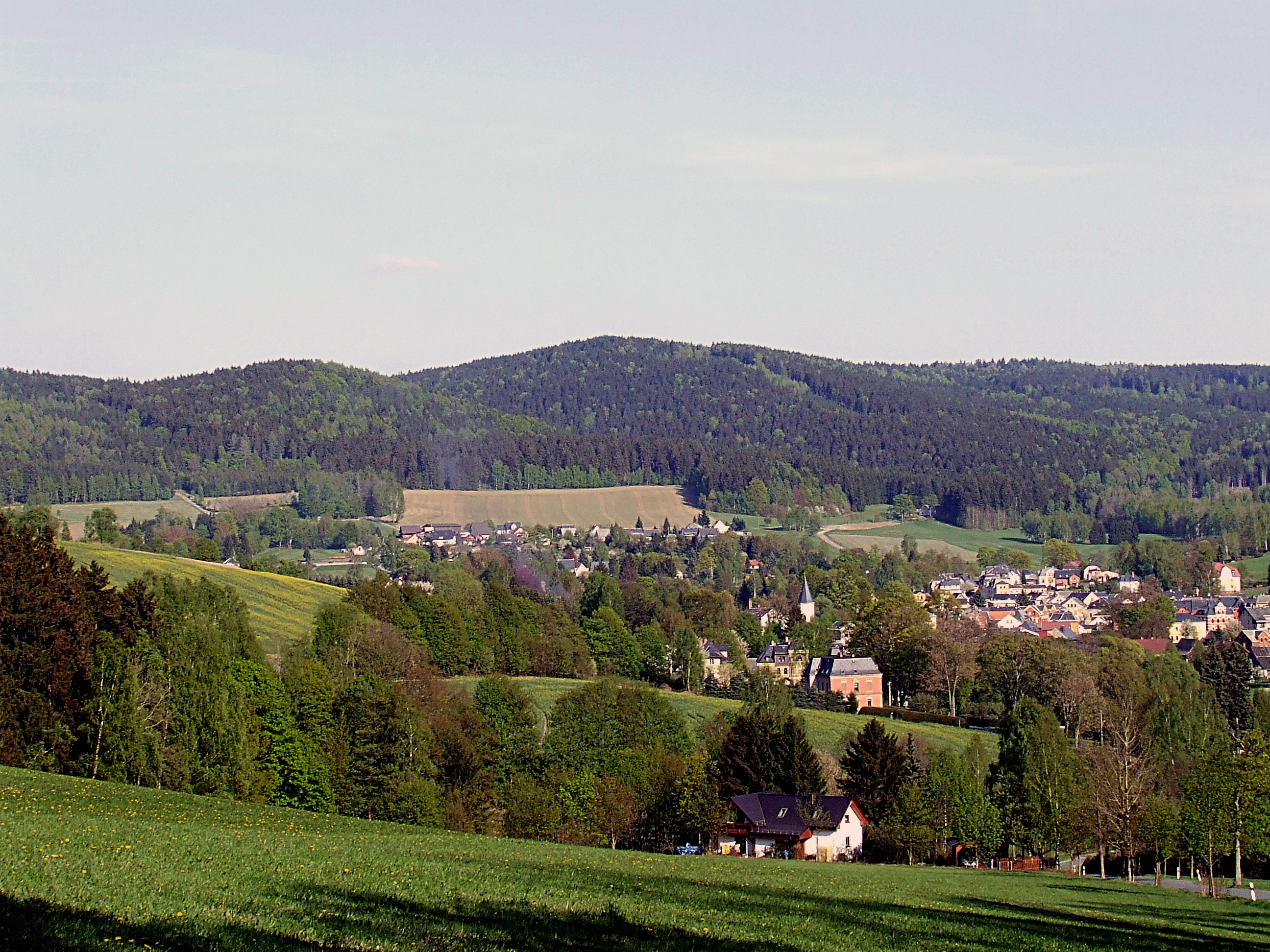
Elstergebirge

Elstergebirge este un lanț de munți care nu depășesc altitudinea de 819 m deasupra n.m. și care face parte din Mittelgebirge din Saxonia, Germania și Boemia, Cehia. Denumirea lor provine de la râul Weiße Elster (Elsterul Alb), un afluent de dreapta al fluviului Saale.

## Date geografice
Elstergebirge se află în colțul sudic al landului Saxonia, la granița dintre Germania și Cehia. Ei sunt despărțit la nord-est prin valea Zwota de munții Erzgebirge și la sud-vest de valea Eger de munții Fichtelgebirge.

## Munți mai înalți
- Počátecký vrch (germ. Ursprungberg) cu 819 m
- Hoher Brand cu 802,8 m
- Vysoký kámen (germ. Hoher Stein) cu 773 m
- Kapellenberg cu altitudinea de 765 m deasupra n.m.